# Панино (Курская область)
Па́нино — бывшая деревня, присоединённая к городу Железногорску Курской области в 2008 году. С 2015 года имеет статус микрорайона города.

## География
Расположена в 8 км к северо-востоку от центра Железногорска на правом берегу реки Чернь. Высота над уровнем моря — 214 м. К юго-востоку от деревни расположен пруд.

## Этимология
Получила название от фамилии первого местного помещика — Алексея Ивановича Панина, владевшего здесь землями в 1-й половине XVIII века. 

## История
Деревня Панино возникла как часть села Лужки и до XIX века статуса отдельного селения не имела. По данным Переписной книги 1710 года село Лужки было разделено на 2 части: село Лужки, принадлежавшее московскому Новодевичьему монастырю, и сельцо Лужки (Верхние Лужки) — владение капитана А. И. Панина. Потомки Панина владели сельцом до конца XVIII века. Затем здесь появляются другие помещики: Максим Терентьевич Долгополов, Никифор Иванович Телегин с женой Татьяной Максимовной, Капитон Борисович Шетохин. До революции 1917 года Панино имело статус сельца, так как здесь располагалась усадьба помещика. 
По данным 10-й ревизии 1858 года статской советнице Екатерине Антоновне Вишневской в Панино принадлежало 82 крестьянина и 9 дворовых мужского пола; 26 крестьян мужского пола принадлежали малолетней девице Марии Алексеевне Локтионовой.
В 1866 году в бывшей владельческой деревне Панино было 25 дворов, проживало 253 человека (119 мужского пола и 134 женского), действовали 6 маслобоен. В то время деревня входила в состав Волковской волости Дмитровского уезда Орловской губернии. Население Панина было приписано к приходу Покровского храма соседнего села Лужки. В деревне проживали несколько семей старообрядцев, центр общины которых находился также в соседних Лужках.
В 1922 году часть жителей Панина выселилась в посёлок Яблоновский. В 1926 году в деревне было 50 дворов, проживало 262 человека (115 мужского пола и 147 женского). В то время Панино входило в состав Лужковского сельсовета Волковской волости, позже передана в Курбакинский сельсовет.
В ходе коллективизации в начале 1930-х годов бо́льшая часть хозяйств деревни была отнесена к колхозу имени Карла Маркса (центр в с. Лужки). Небольшая часть хозяйств Панина вступила в колхоз «Новый Быт», куда также вошли хозяйства посёлка Яблоновский. Центральная усадьба «Нового Быта» находилась в Панино.
В 1937 году в деревне было 42 двора. Во время Великой Отечественной войны, с октября 1941 года по февраль 1943 года, Панино находилось в зоне немецко-фашистской оккупации. Освобождена частями 193-й стрелковой дивизии 65-й армии.
В 1950 году колхоз «Новый Быт» был присоединён к лужковскому колхозу имени Карла Маркса, таким образом все хозяйства Панина оказались в одной артели. В 1965 году колхоз получил новое название — «Ленинское Знамя». К этому времени рядом с деревней активно шла разработка карьера Михайловского ГОКа, молодёжь перебиралась в соседний Железногорск.
В 1973 году, с упразднением Курбакинского сельсовета, деревня была передана в Андросовский сельсовет, в составе которого находилась до 1992 года. 20 апреля 1992 года Панино было включено в состав Железногорского горсовета. 6 ноября 2008 года деревня была присоединена непосредственно к Железногорску. 10 декабря 2015 года получила статус микрорайона города.

## Население
| 253 | 285 | 262 | 85 |